# 施米德巴赫河 (錫格巴赫河支流)
48°44′10″N 11°52′37″E / 48.73607°N 11.87684°E
施米德巴赫河是德國的河流，位於該國東南部，由巴伐利亞負責管轄，屬於錫格巴赫河的左支流，河道全長3.3公里，流域面積6.1平方公里。